# Homer (Illinois)
Homer é uma vila localizada no estado americano de Illinois, no Condado de Champaign.

## Demografia
Segundo o censo americano de 2000, a sua população era de 1200 habitantes.
Em 2006, foi estimada uma população de 1136, um decréscimo de 64 (-5.3%).

## Geografia
De acordo com o United States Census Bureau, Homer tem uma área de 2,7 km², dos quais 2,7 km² são cobertos por terra e 0,0 km² cobertos por água. Homer localiza-se a aproximadamente 206 metros acima do nível do mar.

## Localidades na vizinhança
O diagrama seguinte representa as localidades num raio de 12 km ao redor de Homer.